# Diocèse de Tarazona
Le diocèse de Tarazona (en latin : Diœcesis Turiasonensis ; en espagnol : Diócesis de Tarazona) est un diocèse de l'Église catholique en Espagne, suffragant de l'archidiocèse de Saragosse.
L'évêché est à Tarazona de Aragón où se trouve la cathédrale Nuestra Señora de la Huerta, le palais épiscopal (es) et les deux séminaires du diocèse. Depuis 2022, l'évêque est Vicente Rebollo Mozos (es)

## Histoire

Carte des diocèses d'Espagne avec le diocèse de Tarazona en rouge.

On ne connaît pas exactement la date de fondation du diocèse, la première référence historique sur l'existence d'un évêché date de l'année 449 lorsque l'évêque León meurt des mains des bagaudes dans la cathédrale de Santa María Magdalena (es). À partir de 465, quelques évêques assistent aux conciles de Tolède.
Après l'invasion arabe, le diocèse disparaît mais est restauré au XIIe siècle quand les territoires sont reconquis par Alphonse Ier d'Aragon. En 1212, Mgr García Frontín I (es) prend part à la décisive bataille de Las Navas de Tolosa avec le roi Pierre II d'Aragon. Après la reconquista, commence la construction de la cathédrale actuelle qui subit des dommages importants au XIVe siècle pendant la guerre des Deux Pierre.
Le diocèse de Tarazona couvrait le territoire de la région de Tudela depuis le Moyen Âge, une fois constitué le diocèse de Tudela (es) en 1793, les évêques de Tarazona sont nommés administrateurs apostoliques du diocèse de 1858 jusqu'en 1955 où Tudèle passe sous la juridiction de l'archidiocèse de Pampelune.
En 1956, le diocèse est restructuré et tous les territoires qui ne font pas partie de la province de Saragosse se joignent à d'autres diocèses. Le pape Paul VI décide de marquer la frontière avec les autres diocèses aragonais par la rivière Jalón.
Calatayud, qui est la plus grande ville du diocèse avec 21 000 habitants contre 11 000 à Tarazona a tenté à plusieurs reprises sans succès, d'obtenir le titre de cocathédrale pour l'une des deux collégiales de la ville (collégiale de Santa María la Mayor (es), collégiale Real del Santo Sepulcro (es))
et que le diocèse soit rebaptisé « Tarazona-Calatayud » comme cela est arrivé par exemple avec le diocèse de Barbastro-Monzón.
Depuis 1956 son territoire se compose des territoires occidentales de la province de Saragosse et divisé en 5 archidiaconés : Tarazona, Huecha, Jalón, Calatayud, Alto Jalón. L'évêque actuel est Mgr Eusebio Hernández Sola, augustin récollet. Le 29 janvier 2011 est publiée sa nomination par le pape Benoît XVI et consacré comme tel le 29 mars de la même année dans le monastère de Santa Maria de Veruela (es) par le cardinal Manuel Monteiro de Castro, secrétaire de la congrégation pour les évêques accompagné du cardinal Francisco Álvarez Martínez et le nonce apostolique en Espagne, Renzo Fratini.